# 파스칼 바이뤼아
파스칼 바이뤼아(프랑스어: Pascal Vahirua, 1966년 3월 9일 ~ )는 프랑스의 전 축구 선수이며, 포지션은 윙어이다. 타히티 출신으로, 그의 조카인 마라마 바이루아 또한 축구 선수로 활동하였다.
AJ 오세르의 감독인 기 루에 의해 발굴되어 1982년 유스 팀에 들어갔으며, 1985년 프로 무대에 데뷔하였다. 이후 제랄 바티클, 크리스토프 코카르, 코랭탕 마르탱과 함께 공격진을 구성해 팀의 1993-94 시즌 쿠프 드 프랑스 우승 및 1992-93 시즌 UEFA컵 4강 등에 공헌하였다. 그 뒤 1995년 SM 캉에 입단했으며, 1998년 그리스 수페르리가 엘라다의 아트로미토스 FC로 이적해 그리스 무대에 데뷔하였다. 이후 2001년 투르 FC로 팀을 옮겨 프랑스 무대로 복귀했으며, 2002년 프로 무대에서 은퇴한 뒤 2005년 스타드 오세르와 AJ 오세르 리저브팀에서 활동하다 2005년 선수 은퇴를 선언하였다.
또한 1990년 프랑스 축구 국가대표팀에 정식으로 데뷔한 뒤, 1994년까지 총 22경기에 출전해 1골을 넣었다. 그리고 UEFA 유로 1992 등 각종 대회에 참가했으며, 프랑스령 폴리네시아 출신으로는 최초로 프랑스 국가대표팀에서 활동하였다.
은퇴 이후 AJ 오세르 II팀의 코치를 맡았으며, 이후 타히티의 AS 테파나의 감독으로 부임하였다.